# Oude Kruisens
De Oude Kruisens of Oude Kruisberg (volksmond: de "Ouwe Kruisies") is een helling op de zuidzijde van de Kruisberg in de Belgische stad Ronse in de Vlaamse Ardennen. Ze ligt sinds 2014 in de finale van de wielerklassieker Ronde van Vlaanderen. 
De Oude Kruisens, naar de straatnaam en de heuvel Kruisberg, wordt in enkele wielerwedstrijden ook wel aangeduid als Oude Kruiskens of Kruisberg (Oudestraat). De Oudestraat is de straat waar de beklimming een aanvang neemt. De Oude Kruisberg is een beschermd monument sinds 1998, omwille van de aanwezigheid van arbeidershuizen uit begin 20e eeuw. In Ronsisch dialect verwijzen Ronsenaars naar de helling met Ouwe Kruisies.

## Wielrennen

### Ronde van Vlaanderen
De Oude Kruisens of Oude Kruisberg is 19 maal (1973-1976, 1991, 1992, 2011, 2014-2025) opgenomen in de Ronde van Vlaanderen. De helling ligt parallel aan de Kruisstraat. In het wedstrijdboek wordt ze vaak aangeduid als Kruisberg (Oudestraat). In 2023 was de Oude Kruisens of Oude Kruisberg de helling waarop een van de topfavorieten, Wout van Aert, moest afhaken na een verrassende aanval van Mathieu van der Poel die door latere winnaar Tadej Pogačar beantwoord werd. 
Het verschil met de naastgelegen Kruisstraat – die als aankomstplaats fungeerde voor het WK wielrennen 1988 en het traject van de gewestweg N60 Ronse-Oudenaarde-Gent volgt – is dat deze helling grotendeels bestaat uit kasseien. 
In 1973 werd de Oude Kruisens of Oude Kruisberg gesitueerd tussen de Kwaremont en de Edelareberg, in 1974 en 1975 tussen de Oude Kwaremont en de Taaienberg. In 1976 lag de helling tussen de Oude Kwaremont en de Koppenberg.
In 1991 werd de helling beklommen na de Paterberg en voor de Taaienberg. In 1992 lag de helling tussen de Hoogberg-Hotond en de Taaienberg. In 2011 is de helling gesitueerd tussen Kaperij en Knokteberg. In de periode 2014-2025 ligt de helling in volle finale tussen Taaienberg en Oude Kwaremont (3e klim). Aangezien men vanaf de top van de Oude Kruisens of Oude Kruisberg doorgaat richting Hotondberg, ten westen van de Kruisberg, duidt men de helling in het wedstrijdboek van recente edities aan als Kruisberg-Hotond.
De editie van 2024 wordt de klim 2 maal in de Ronde opgenomen. Eerst tussen Berg ten Houte en Oude Kwaremont en daarna in volle finale tussen Taaienberg en Oude Kwaremont.

### In andere Vlaamse wielerklassiekers
De helling wordt ook vaker beklommen in Kuurne-Brussel-Kuurne. Verder wordt ze regelmatig beklommen in de E3-Prijs waar ze sinds jaren verkeerdelijk Oude Kruiskens genoemd wordt. De straatnaam is immers Oude Kruisens (zonder k).
De helling wordt ook opgenomen in de Omloop Het Nieuwsblad. Daarnaast wordt ze opgenomen in Halle-Ingooigem en Dwars door Vlaanderen.
In 2010 en 2012 is de helling opgenomen in de Driedaagse van De Panne-Koksijde, aangeduid in het wedstrijdboek als Oude Kruisberg.
In 2007 vormt de helling het decor van het Belgisch kampioenschap in Ronse, ze wordt samen met de Hotondberg 16 maal beklommen.

### Recreatieve routes
De helling is ook opgenomen in de blauwe lus van de recreatieve fietsroute Ronde van Vlaanderenroute.